# The Wanderer (poema)
The Wanderer (lite.: “El vagabundo”) es un poema de 115 versos escrito en inglés antiguo que se conserva únicamente en una antología conocida como el Libro de Exeter. Como es habitual en la poesía anglosajona, el autor y el compilador son anónimos, y en el manuscrito el poema carece de título.

## Orígenes
Es imposible datar con exactitud la creación de este poema, pero se puede tomar como referencia la fecha de composición del Libro de Exeter, elaborado en torno al siglo X. Sin embargo, se considera que The Wanderer pudo haber sido escrito con anterioridad, pues la inclusión de numerosas palabras de influencia nórdica y algunos trazos ortográficos inusuales ha llevado a otros investigadores a situar el poema a finales del siglo IX o principios del X.
La métrica del poema está compuesta por versos con cuatro acentos de intensidad, separados por una cesura entre el segundo y el tercero. Cada cesura está indicada en el manuscrito por un sutil aumento en el espaciado entre caracteres y mediante puntos finales, pero en ediciones más modernas se marca de forma más obvia. Se trata de una métrica aliterada y se considera un ejemplo de elegía anglosajona.

## Contenido
The Wanderer expresa las reflexiones de un exiliado solitario sobre su felicidad pasada como miembro del grupo de criados de su señor, sus adversidades presentes y los valores de la paciencia y la fe en Dios. El guerrero se identifica como un eardstapa, habitualmente traducido como “vagabundo”, quien deambula por los fríos mares y recorre “los caminos del exilio” (wraeclastas). Recuerda los días en que, de joven, servía a su señor, asistía a banquetes con sus compañeros y recibía valiosos regalos de este. Sin embargo, perdió a su señor, parientes y camaradas mientras defendían su patria de un ataque, y fue llevado al exilio. Algunas interpretaciones señalan la existencia de una progresión del vagabundo pasando por tres fases: la primera como el anhoga (hombre solitario), luego como el modcearing man (hombre afligido), y finalmente como el snottor on mode (hombre sabio). Otras lecturas apuntan a que la composición tiene elementos en común con “La batalla de Maldon”, un poema sobre una batalla en la cual una tropa anglosajona fue derrotada por invasores vikingos.
En este sentido, la obra es un “poema de sabiduría” (poesía de la sabiduría). La degeneración de la “gloria terrenal” se presenta como inevitable en el poema, en contraste con el tema de la salvación por medio de la fe en Dios. Hay quien no está de acuerdo con esta interpretación, como I. L. Gordon, quien ha sostenido que muchas palabras del poema tienen significado tanto secular como espiritual o religioso.

## Interpretación: historia crítica
Como otras obras escritas en inglés antiguo, The Wanderer no se habría podido entender entre los siglos XII y XVI debido a los rápidos cambios del idioma tras la conquista normanda. Hasta principios del siglo XIX, su existencia era desconocida en gran medida fuera de la biblioteca de la Catedral de Exeter.
En la recopilación hecha por John Josias Conybeare de 1826 sobre la poesía anglosajona, The Wanderer fue catalogado de forma errónea como parte del poema anterior, “Juliana”. No fue hasta 1842 que el pionero anglosajón Benjamin Thorpe lo identificó, en su primera edición impresa, como una obra separada. Thorpe pensaba que albergaba una “considerable evidencia de originalidad”, pero lamentaba la ausencia de información sobre su contexto histórico y mitológico. Su decisión de titularlo The Wanderer no siempre fue bien recibida, siendo J.R.R. Tolkien uno de los académicos que mostró su descontento. Ya en 1926-1927 consideraba títulos alternativos como “An Exile” (“un exiliado”) o “Alone the Banished Man” (“la soledad del hombre desterrado”) y, más tarde, propuso “The Exile’s Lament” (“el lamento del exiliado”).

## Temas y motivos
Los críticos han identificado ciertos elementos formales en el poema, incluyendo el uso del motivo “Beasts of battle”, el tópico ubi sunt, los temas del exilio y la ruina, y el viaje como motivo, de la misma forma que en The Seafarer (lite.: “El navegante”).
El motivo “Beasts of battle”, que a menudo se encuentra en la poesía heroica anglosajona, se modificó para incluir no sólo el águila, el cuervo y el lobo, sino también el “hombre de rostro triste”, quien se propuso como protagonista del poema.
El tópico ubi sunt o “dónde están” aparece en la composición, en la frase en inglés antiguo hƿær cƿom, que se traduciría por “dónde ha ido”, cuyo sentido de pérdida impregna el poema.

## Límites del discurso
La mayoría de los eruditos sostienen que el cuerpo principal del poema está escrito en forma de monólogo, situado entre un prólogo y un epílogo, narrados por el yo poético. Por ejemplo, los versos 1-5, o 1-7, y 111-115 pueden considerarse las palabras del poeta, ya que se refieren al vagabundo en tercera persona, y los versos 8-110 como las de un individuo particular en primera persona.
A su vez, la totalidad de la obra puede considerarse un soliloquio, aunque dada la disparidad entre la ansiedad del “vagabundo” (anhaga) en la primera mitad del poema y la alegría del “hombre sabio” (snottor) en la segunda mitad, hay quienes lo han interpretado como un diálogo entre dos personas distintas, enmarcado dentro del prólogo y el epílogo en primera persona. Un enfoque alternativo, basado en la teoría literaria postestructuralista, planteado por Carol Braun Pasternack, identifica en el poema una serie polifónica de distintas posiciones discursivas, determinadas por el tema a tratar por el narrador.